# Gnidia parvula
Gnidia parvula är en tibastväxtart som beskrevs av Donald Dungan Dod. Gnidia parvula ingår i släktet Gnidia och familjen tibastväxter. Inga underarter finns listade i Catalogue of Life.